# Monopis rutilicostella
Monopis rutilicostella är en fjärilsart som beskrevs av Henry Tibbats Stainton 1860. Monopis rutilicostella ingår i släktet Monopis och familjen äkta malar. Inga underarter finns listade i Catalogue of Life.